# Chrapoń (Mazovia)
Chrapoń [pronunciación en polaco: /ˈxrapɔɲ/] es un pueblo en el distrito administrativo de Gmina Siemiątkowo, dentro del Distrito de Żuromin, Voivodato de Mazovia, en el centro-este de Polonia. Se encuentra aproximadamente 4 kilómetros al norte de Siemiątkowo, 20 kilómetros al sudeste de Żuromin, y 101 kilómetros al noroeste de Varsovia, la capital nacional.